# Margot Nagel
Pour les articles homonymes, voir Margot et Nagel.
Margot Nagel, née en 1943, est une actrice allemande résidant à Berlin.

## Filmographie
- 1970 : Sessel zwischen den Stühlen (téléfilm) : Bordynski, la secrétaire
- 1974 : Hamburg Transit (série télévisée) : Ilse
- 1975 : Tadellöser & Wolff (mini-série) : madame Stoffel
- 1980 : St. Pauli-Landungsbrücken (de) (série télévisée)
- 1990 : The Adventures of Dr. Bayer (série télévisée) : la commissaire en chef Weber
- 1992 : Alles Lüge : la première épouse
- 1994 : Diese Drombuschs (série télévisée) : l'ancienne infirmière
- 1996 : Bruder Esel (série télévisée) : la propriétaire
- 1996 : Mensch, Pia! (série télévisée) : madame Bieger (3 épisodes)
- 1997 : Für alle Fälle Stefanie (série télévisée) : madame Tetow
- 1998 : Campus : madame Eggert
- 1998 : Bei uns daheim (série télévisée) : madame Mank
- 1999 : Schande (téléfilm)
- 1999 : Das Mädchen aus der Torte (téléfilm)
- 1999 : Zwei Männer am Herd (série télévisée) : le greffier
- 2001 : St. Angela (série télévisée) : Wilma Bruns
- 2001 : Tatort (série télévisée) : la voisine
- 2002 : Die fabelhaften Schwestern (téléfilm)
- 2002 : Mission sauvetages (série télévisée) : Alice Hartmann
- 2002 : Im Visier der Zielfahnder (série télévisée) : la cliente
- 2002 : Das beste Stück (téléfilm) : la vendeuse
- 2002 : Der weiße Hirsch (court métrage) : Dolores
- 2002-2003 : Duo de maîtres (série télévisée) : madame Flüsser
- 2003 : Balko (série télévisée) : Helga Wochaczewski
- 2003 : Mama macht's möglich (téléfilm) : la blonde participant au Lady's lunch
- 2004 : Einmal Bulle, immer Bulle (série télévisée) : madame Lehmann
- 2005 : Hier kriegt keiner was geschenkt : la mère
- 2001-2006 : The Country Doctor (série télévisée) : Margot Finke
- 2006 : Polizeiruf 110 (série télévisée)
- 2006 : Willkommen in Lüsgraf (téléfilm) : Renate
- 2000-2007 : Alles Atze (série télévisée) : Hildegard 'Hilde' Dreher (12 épisodes)
- 2007 : Leo - Ein fast perfekter Typ (série télévisée) : madame Klietzsch (13 épisodes)
- 2007 : Wir sagen Du! Schatz. : Edna
- 2008 : Das Glück am Horizont (téléfilm) : Elsa
- 2009 : Our Charly (série télévisée) : madame Dressler
- 2010 : Notruf Hafenkante (série télévisée) : la dame âgée
- 2010 : Call-girl Undercover (téléfilm) : Annegret
- 2010 : Wie erziehe ich meine Eltern? (série télévisée) : madame Lämmerhirt
- 2012 : Aktenzeichen XY... ungelöst! (série télévisée)
- 2013 : Mantrailer - Spuren des Verbrechens (téléfilm) : Gerda Linke
- 2013 : Brigade du crime (série télévisée) : madame Schneider
- 2014 : Ein Sommer in Ungarn (téléfilm) : Hilde
- 2014 : Deux Femmes amoureuses (Ich will dich) (téléfilm) : Susanne
- 2014 : Binny and the Ghost (série télévisée) : Margarita
- 2014 : Kommissarin Heller (série télévisée) : la voisine
- 2015 : Die Kanzlei (série télévisée) : Ruth Minke
- 2016 : Einfach Rosa: Die zweite Chance (téléfilm) : Karin Rathenow
- 2010-2017 : SOKO Wismar (série télévisée) : Helga Schuster / Anneliese Gassner (2 épisodes)
- 2014-2017 : Löwenzahn (série télévisée) : Mère Kluthe (6 épisodes)
- 2017 : Die Eifelpraxis (série télévisée) : Gertrud Leinen
- 2017 : Soko brigade des stups (série télévisée) : Sieglinde Eberty